# Municipio de Ashland (Illinois)
El municipio de Ashland (en inglés: Ashland Township) es un municipio ubicado en el condado de Cass en el estado estadounidense de Illinois. En el año 2010 tenía una población de 1398 habitantes y una densidad poblacional de 30,06 personas por km².

## Geografía
El municipio de Ashland se encuentra ubicado en las coordenadas 39°54′59″N 90°1′22″O / 39.91639, -90.02278. Según la Oficina del Censo de los Estados Unidos, el municipio tiene una superficie total de 46.51 km², de la cual 46,51 km² corresponden a tierra firme y (0 %) 0 km² es agua.

## Demografía
Según el censo de 2010, había 1398 personas residiendo en el municipio de Ashland. La densidad de población era de 30,06 hab./km². De los 1398 habitantes, el municipio de Ashland estaba compuesto por el 98,5 % blancos, el 0,36 % eran afroamericanos, el 0,36 % eran amerindios, el 0,07 % eran asiáticos, el 0,14 % eran de otras razas y el 0,57 % eran de una mezcla de razas. Del total de la población el 0,5 % eran hispanos o latinos de cualquier raza.